# Махнева
Махнева — деревня в Пермском крае России. Входит в Александровский муниципальный округ. 

## География
Деревня расположена к северо-западу от административного центра поселения, посёлка Скопкортная.

## Население
| 2010 |
| ---- |
| 1    |

## История
С 2004 до 2019 гг. входила в Скопкортненское сельское поселение Александровского муниципального района.

## Топографические карты
- Лист карты O-40-20. Масштаб: 1 : 100 000. Указать дату выпуска/состояния местности.